# Шахта № 13-Бис
ДВАТ «Шахта № 13-Бис». Входит в ОАО ГХК «Макеевуголь». Расположена в Ханженково (Советский район города Макеевка). Шахта была построена в 1938 году, закрыта в 2006 году

## Общие данные
Фактическая добыча: 925/690 т/сутки (1990/1999). В 2003 году добыто 89 тыс. тонн угля.
Максимальная глубина: 700 м (2000).
Протяженность подземных выработок: 62,4/46,6 км (1991/1999).
В 1999 году разрабатывались пласты l1, l4 мощностью 0,6-1,1 м, угол падения 5-9°.
Количество очистных забоев: 3/2 (1990/1999), подготовительных: 4/3 (1990/1999).
Пласт l1 опасен по внезапным выбросам угля и газа, все пласты опасны по взрывчатости угольной пыли.

## Персонал
Количество работающих: 2348/1523 чел., в том числе подземных: 1562/1073 чел. (1990/1999).

## Адрес
86120, Донецкая Народная Республика г. Макеевка, Донецкая область.